# Naucleopsis stipularis
Naucleopsis stipularis är en mullbärsväxtart som beskrevs av Adolpho Ducke. Naucleopsis stipularis ingår i släktet Naucleopsis och familjen mullbärsväxter. Inga underarter finns listade i Catalogue of Life.